# Tibetan Language Institute
Tibetan Language Institute ("Tibetanska språkinstitutet") är en privat, ideell utbildningsorganisation i Hamilton i Montana i USA. Institutet har som uppdrag att hålla kurser, seminarier, workshops och offentliga föreläsningar om tibetanska språket, tibetansk litteratur och filosofi. Syftet är att bevara tibetansk kultur och hjälpa dem som studerar Dharma. Det huvudsakliga studieprogrammet utgörs av en serie lektioner i det tibetanska språket (man kan delta på distans eller genom privatundervisning).